# Diatraea cayennella
Diatraea cayennella là một loài bướm đêm trong họ Crambidae.